# Thriller 40 (film)
Thriller 40 è un film documentario del 2023 diretto da Nelson George. Il film, realizzato in supporto dell'album omonimo uscito nel 2022, celebra i quarant'anni dell'album Thriller di Michael Jackson e racconta il suo processo di creazione.

## Trama
Il documentario ripercorre il processo realizzativo dell'album Thriller di Michael Jackson. Attraverso interviste di collaboratori e amici del cantante, vengono raccontati aneddoti ed evoluzione delle tracce presenti nell'album e dei relativi videoclip delle canzoni Billie Jean, Beat It e Thriller. Durante il documentario si racconta come l'album, e la famosa esibizione all'evento Motown 25, dove Jackson mostrò il moonwalk al mondo per la prima volta, abbiano portato l'artista al successo planetario facendolo diventare di conseguenza un'icona del tempo. Affiancando le parole di artisti che hanno collaborato all'album a quelle di artisti più contemporanei, si sottolinea l'impatto e l'importanza che Thriller e Michael Jackson hanno avuto al tempo e continuano ad avere tutt'oggi nell'ispirare la musica attuale. All'interno del film si possono notare immagini inedite negli studi di registrazione dell'album (come ad esempio i dietro le quinte dei videoclip, le prove per la coreografia di Thriller o la sessione di registrazione di The Girl Is Mine con Paul McCartney) e, in aggiunta, clip inedite in HD del Victory Tour, tournéé intrapresa negli USA dai Jacksons nel 1984.
Il film vuole mettere in evidenza l'importanza che Jackson è riuscito a guadagnarsi nello show business e come sia l'artista che l'album Thriller siano diventati una pietra miliare della musica globale.

## Distribuzione
Thriller 40 è stato distribuito in tutto il mondo a partire dal 2 dicembre 2023, in streaming su Paramount+ e in onda in alcuni mercati su MTV.

## Cast
- Michael Jackson (immagini di repertorio)
- Mary J. Blige
- John Branca
- Misty Copeland
- Ed Eckstine
- Matt Forger
- Myles Frost
- Nelson George
- Robert Hilburn
- Steven Ivory
- Paul Jackson Jr.
- Jimmy Jam
- Quincy Jones (immagini di repertorio - voce fuori campo)
- John Landis
- Terry Lewis
- Steve Lukather
- Anthony Marinelli
- Maxwell
- Paul McCartney (immagini di repertorio)
- Deborah Nadoolman
- Ole Obermann
- Greg Phillinganes
- Polo G
- Mark Ronson
- Raphael Saadiq
- Brooke Shields
- Rich + Tone
- Usher
- Oren Waters
- Julia Waters
- Maxine Waters
- Will.i.am